# Тираноборцы (памятник)
«Тираноборцы» (др.-греч. Τυραννοκτόνοι) — бронзовый древнегреческий памятник в виде скульптурной группы. Был хорошо известен в древнем мире в двух основных версиях, но сохранился только в римских мраморных копиях.
Памятник был посвящён древнегреческим афинским гражданам — Гармодию и Аристогитону, совершившим в 514 году до н. э. покушение на братьев-тиранов Гиппия и Гиппарха, в результате чего они убили последнего и погибли сами. После свержения тирании и установления в Афинах первой в мире демократии Гармодий и Аристогитон стали знаковыми фигурами борьбы против тирании.
Первая версия памятника, выполненная скульптором Антенором и возведённая в Афинской агоре, была украдена персами, когда они оккупировали Афины в 480 году до н. э. во время греко-персидских войн, и увезена в Сузы. По мнению современных историков, она была возвращена в Афины, но впоследствии утрачена.
Чтобы заменить украденную первую версию, афиняне поручили Критию и Несиоту создать новую статую, которая была установлена на рубеже 477—476 годов до н. э.. Скульптурная группа стояла в Агоре ещё во 2-м веке нашей эры, однако и она была утрачена. В отличие от работы Антенора, вторая версия была скопирована и растиражирована ещё в эллинистические и римские времена. Образцовая и наиболее известная мраморная копия времён Адриана находилась в коллекции Фарнезе; теперь её можно увидеть в Национальном археологическом музее Неаполя. В городе Байи были обнаружены гипсовые фрагменты слепков, сделанных с оригинальной бронзовой группы.
Современные трактовки «Тираноборцев» принадлежат Ивану Коржеву и Вере Мухиной (см. «Рабочий и колхозница»). Слепок начала XX века — в Пушкинском музее.